# Eulophus smerinthicida
Eulophus smerinthicida är en stekelart som beskrevs av Boucek 1959. Eulophus smerinthicida ingår i släktet Eulophus och familjen finglanssteklar. Arten är reproducerande i Sverige. Inga underarter finns listade i Catalogue of Life.